# ディーン・コール
ディーン・アーノルド・コール（英: Dean Arnold Corll、1939年12月24日 - 1973年8月8日）は、アメリカ合衆国テキサス州ヒューストンに在住していた電気技師、シリアルキラー。後述する大量殺人事件の主犯とされており、共犯者に殺害された。

## 概要
1970年から1973年までに少なくとも28人の十代の少年や若者を誘拐し、強姦し、拷問して殺害したシリアルキラー。デイビッド・オーウェン・ブルックスとエルマー・ウェイン・ヘンリーという2人の十代の共犯者が加わっていた。共犯者であるヘンリー（当時17歳）がコールを射殺した後、この事件が発覚し、後に『ヒューストンの大量殺人』として知られるようになった。発覚後、これらの事件はアメリカ史上最悪の連続殺人の例と見做されるようになった。
被害者は概してパーティや送迎の提供によって、1970年から1973年までにコールが居住していた一連の住所まで誘い込まれた。その後暴力か欺瞞の何れかによって拘束されたとされ、それぞれ絞殺か若しくは22口径のピストルで射殺された。コールと共犯者は17人の被害者の遺体を借りたボート小屋に隠し、4人の遺体をサム・レイバーン湖付近の森林に埋め、1人の遺体をジェファーソン郡にある砂浜に埋め、更に少なくとも6人の遺体をボリーバー半島の砂浜に埋めた。ブルックスとヘンリーはコールへの助力と複数回に及ぶ誘拐と殺人を自白したため、その後の裁判で両者とも事実上の終身刑（ヘンリーは懲役594年）の判決が下された。
コールは家族と共にヒューストン・ハイツでキャンディ工場を所有、経営しており、コールは地域の子供達に無料でキャンディを与えていたことから「キャンディマン」や「笛吹き男」の名でも知られるようになった。
。